# Benetton Group
Benetton Group SpA («Бенетто́н Ґруп Спа») — група компаній, а також один зі світових брендів індустрії моди, головне представництво якого знаходиться в місті Тревізо в Італії. Назва походить від прізвища засновника компанії і зареєстрована з 1965 року.
Філія Benetton Group існує також в Мілані. Бенеттон в своєму розпорядженні мережу з 6000 магазинів в 120 країнах. Магазини управляються незалежними партнерами і дають оборот більш € 2 млрд на рік.

## Історія

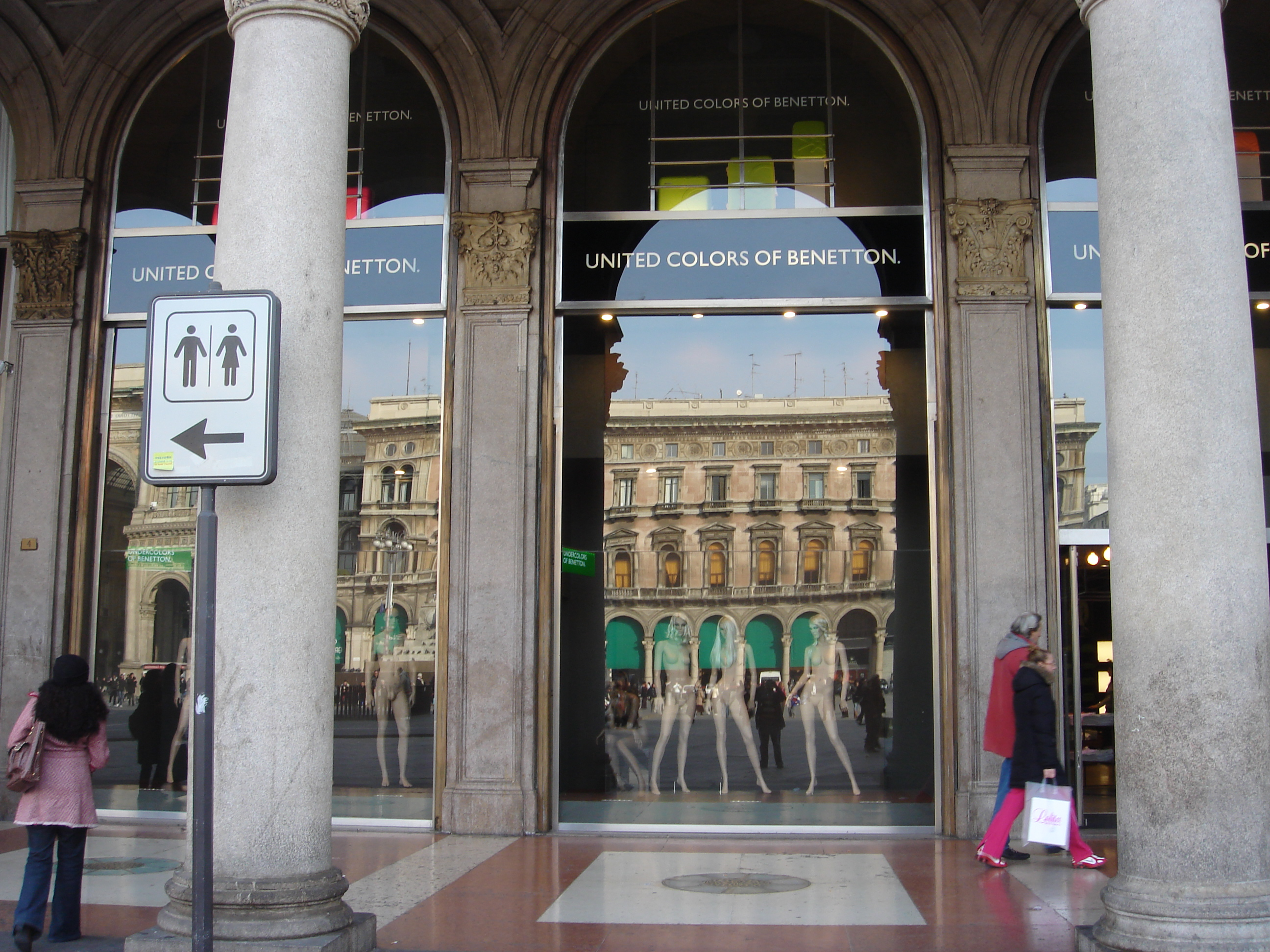
Фасад магазину Benetton в м.Мілан

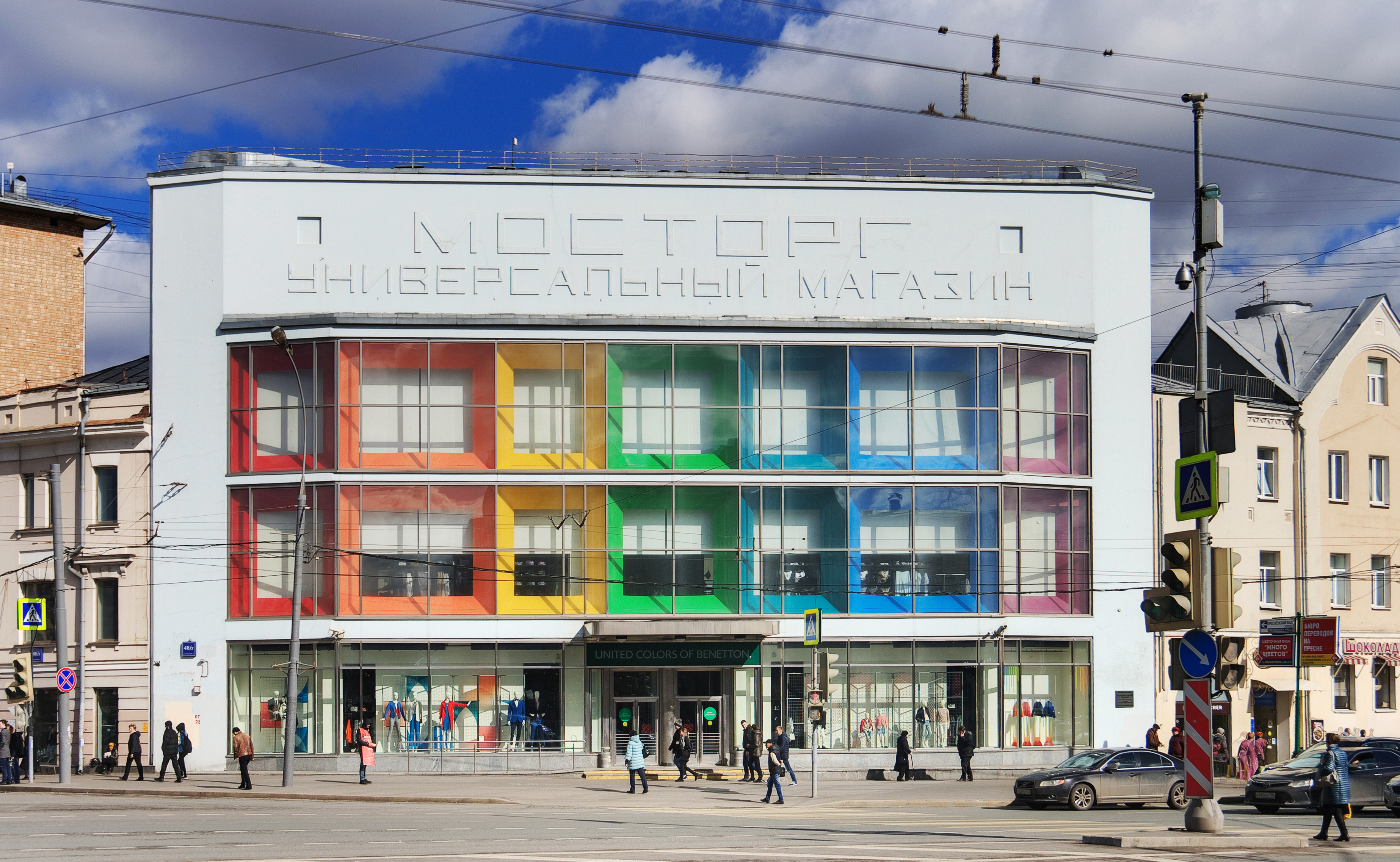
Фасад магазину Benetton в м. Москва

У 1960 році Лучано Бенеттон, старший з чотирьох дітей сім'ї Бенеттон, був 30-річним продавцем в Тревізо. Одного разу він побачив на ринку яскравий незвичайний одяг і, натхненний побаченим, продав велосипед молодшого брата, щоб купити свою першу машинку для шиття і в'язання. Його дебютна невелика колекція светрів отримала позитивні відгуки в місцевих магазинах в області Венеція в Італії, і незабаром після цього він запросив свою сестру і двох молодших братів, Джильберто і Карло, співпрацювати з ним. Так в 1965 рік році з'явилася компанія, відома як «Бенеттон Груп».
У 1968 році сім'я Бенеттон відкрила свій перший магазин в Беллуно, а через три роки — в Парижі. Лучано Бенеттон зайняв посаду голови компанії, його брат Джильберто став відповідальним за її адміністративну політику, молодший брат Карло — управління виробництвом, а Джуліана стала головним конструктором.
До 2000 року Бенеттон Груп збільшили кількість магазинів до 6200 у багатьох країнах світу.
У 2012 році Benetton Group була делістингована з фондової біржі і тепер є дочірньою компанією сімейної компанії Benetton Edizione Holding, що повністю належить родині Бенеттонів.

## Продукція
Основною сферою діяльності компанії є власні лінії одягу. Повсякденний одяг продається під маркою «United Colors of Benetton», існують також фешн-орієнтовані підрозділи «Sisley» і «Playlife». Продукція компанії включає в себе чоловічий, жіночий та дитячий одяг і білизну, крім того, в асортимент входять туалетні приналежності, парфумерія та товари для дому, наприклад, кухонне приладдя й товари для дітей. У компанії є мережа з приблизно 5 000 магазинів по всьому світі.

## Маркетинг

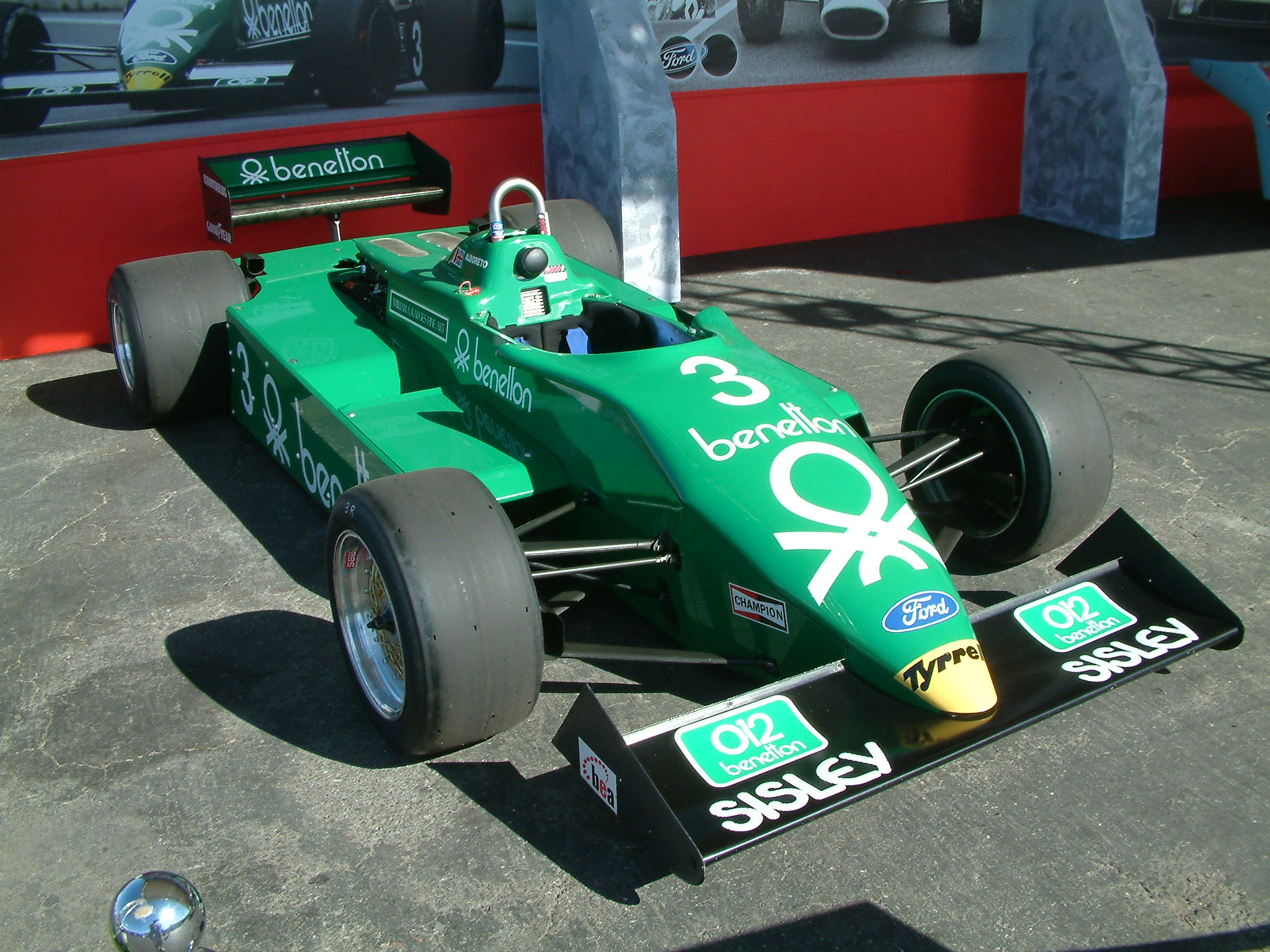
Чемпіонат Світу «Формула 1» сезону 1983 года, Тіррелл 011 демонструє логотип компанії того часу

Компанія відома своєю спонсорською діяльністю в галузі спорту, а також оригінальними і провокаційними рекламними кампаніями під девізом «Публічність United Colors». Останній виник, коли фотограф Олів'єро Тоскані отримав карт-бланш на управління маркетингом Benetton Group. Під керівництвом Тоскані були організовані рекламні акції, які містили яскраві зображення, які пов'язані з будь-якої фактичної продукцією компанії.
Так з'явилися оголошення на рекламних щитах, які включають в себе зображення різноманітних «шокуючих» сцен, таких як вмираюча людина (активіст Девід Кірбі помирає від СНІДу), закривавлене немите тіло новонародженої дитини з ще не перерізаною пуповиною, дві спаровуються коня, макро-фотографії татуювань, колаж, що складається з статевих органів осіб різних рас, священик і черниця, що готуються до поцілунку, фотографії в'язнів в камерах смертників, і закривавлені штани і футболки солдатів, загиблих у боснійській війні. Логотип компанії служив тільки текстом, супроводжуючим зображення в більшості з цих оголошень.

## Досягнення
Бенеттон Групп отримали 983 млн євро від продажу продукції одного зі своїх брендів «United Colors Of Benetton для дорослих», що складає 50 % від їх загального об'єму продажу у 2008 році. Ще 30 % від об'єму продажів було досягнуто за рахунок продажів продукції бренду «United Colors Of Benetton для дітей», тобто 589 млн євро. А також 18 %, або 358 млн євро зібрала марка «Sisley». Бренд «Playlife» зібрав 43 млн євро.

## Спонсорство

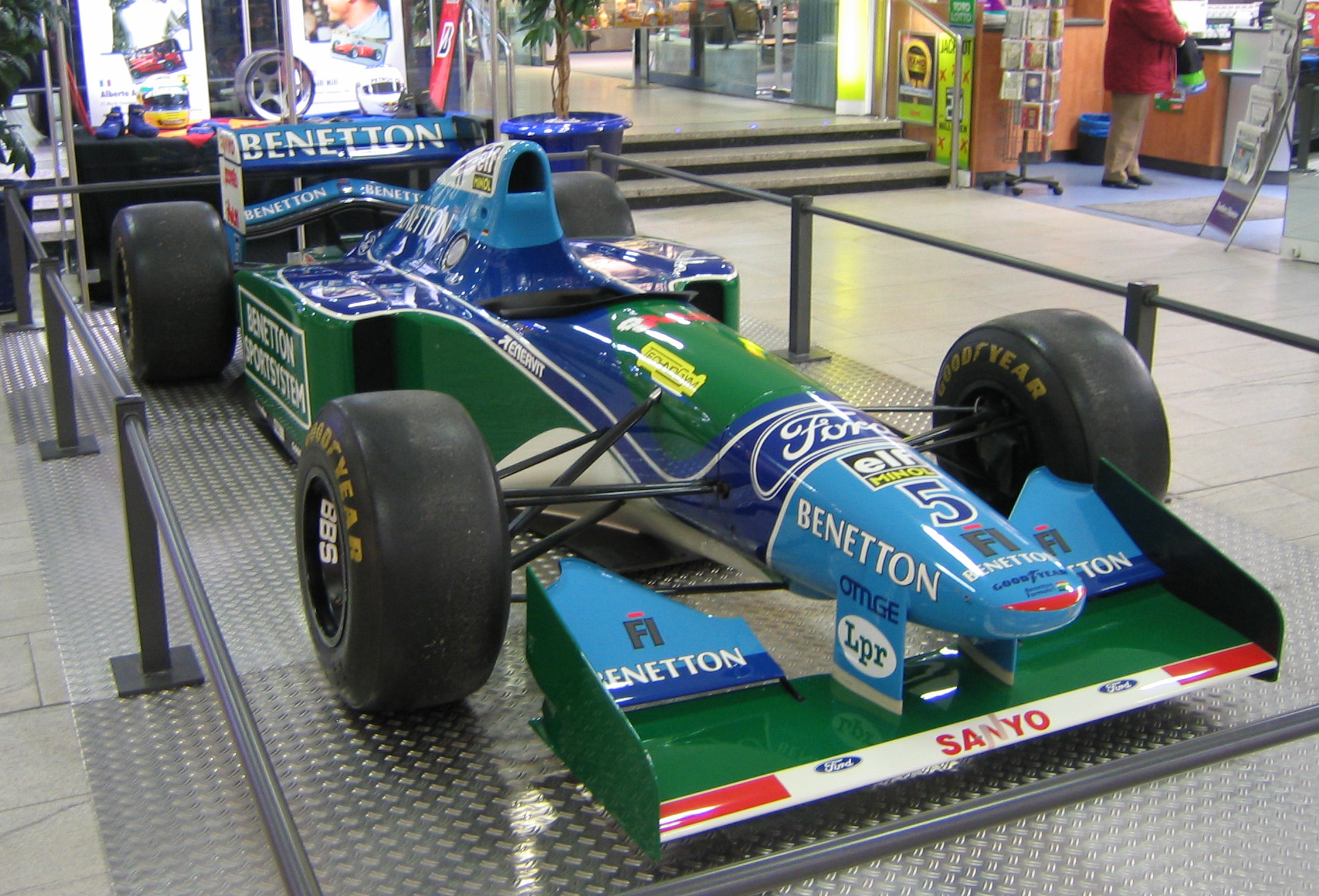
Модель Шумахера B194, Чемпионат мира «Формула 1» сезона 1994 года

У 1983 році Benetton Group виступили в якості спонсора команди Тиррелл у Формулі Один, а в 1984 році — Alfa Romeo; ця домовленість поширювалася на «Альфа» і команду Тоулмен і в 1985 році. ТОВ Бенеттон була утворена в кінці 1985 року, тоді Тоулмен була продана сім'ї Бенеттон. Команда досягла свого найбільшого успіху з Флавіо Бріаторе, який керував нею з 1990 року по 1997 рік. Міхаель Шумахер виграв свій перший Чемпіонат Світу з цієї командою в 1994 і 1995 роках, а також її учасники виграли кубок конструкторів в 1995 році. У 2000 році команда була куплена Renault (Франція) за $150 млн і була перейменована в Renault F1.
В 1979 году Benetton первого автора их (то любительские) местной команды по регби, А. С. регби Тревизо. С тех пор Команда Бенеттон-Регби стала основной силой в итальянском регби, участвуя в 11-й Лиге Чемпионов и поставляя многих игроков национальной сборной.
В 1982 году компания купила в Тревизо местную баскетбольную команду Pallacanestro, теперь известную как Бенеттон Баскет. Их марку Sisley спонсоров местной команды волейбол, волейбол Сислей Тревизо.

### Дослідницький центр Fabrica в Тревізо
З 1994 року Bennetton Group профінансувала комунікаційний центр досліджень в Тревізо. Центр прагне поєднувати культуру з промисловістю і дає молодим людям можливість для творчого зростання і міжкультурного обміну. Центр приймає молодих людей з усього світу, його база була побудована і розширена за рахунок Тадао Андо.
Молоді художники і дизайнери були запрошені в Центр і отримали грант на багаторічне дослідження разом з професійною підготовкою і ресурсами. Його мешканці також отримали роботу в галузі дизайну, візуальних комунікацій, фотографії, міжкультурної взаємодії, відео, музики та видавничої справи під керівництвом експертів.

## Критика
Бенеттон зіткнувся з критикою з боку організації мапуче у зв'язку з його покупкою традиційних земель мапуче в Патагонії. Сім'ї були виселені зі своїх земель в 2002 році після претензії Benetton до них, але земля була відновлена в 2007.
Бенеттон викликав підозру, що він використовує RFID-чипи на одязі, для моніторингу носять її. Бойкот-сайт [недоступна ПОСИЛАННЯ з Січень 2018] стверджує, що ці чипи «можуть бути прочитані на відстані і використані для контролю за людьми, що носять їх». Питання недоторканності приватного життя споживачів були підняті, і план був відкладений.

### Діяльність під час війни в Україні
Після повномасштабного вторгнення Benetton group заявила про “глибоке занепокоєння поточною драматичною гуманітарною кризою” і оголосила про зупинку розроблення нових бізнес-планів в Росії. Компанія додатково повідомила про виділення коштів на гуманітарну допомогу для українців, якою опікується Італійський Червоний Хрест. Benetton group також пожертвувала одяг для українських біженців і оголосила про фінансову підтримку для українських переселенців в Італії.
Незважаючи на підтримку України, компанія заявила, що буде продовжувати діяльність у Росії через існуючі довготривалі відносини з комерційними і логістичним партнерами. Згідно з дослідженням Єльського університету, який проводить аналіз виходу іноземних компаній з російського ринку, Benetton group отримала найгіршу оцінку “F”, яка зазначає, що компанія не зробила жодних кроків задля виходу з російського ринку і продовжую там робити “business as usual”. Тим часом Changing Markets Foundation знайшло докази того, що Benetton group використовує російську нафту для виробу поліестра і є єдиною з досліджених компаній, яка і використовує російську нафту для своїх виробів, і залишається на російському ринку.